# Delém
Delém, bürgerlicher Name Vladem Lázaro Ruiz Quevedo, (* 15. April 1935 in São Paulo; † 28. März 2007 in Buenos Aires) war ein brasilianischer Fußballspieler und -trainer. Der Stürmer spielte bei Vereinen aus Brasilien, Argentinien und Chile sowie sieben Mal für die brasilianische Nationalmannschaft.

## Karriere

### Verein
Delém begann seine Karriere bei Grêmio, wo er sieben Jahre spielte und 1958 zu Vasco da Gama wechselte. 1961 nahm er das Angebot des argentinischen Hauptstadtklubs River Plate an, bei dem er acht Jahre lang das Trikot trug. Im Gedächtnis bleibt vor allem ein Fehlschuss vom Elfmeterpunkt, der statt River Plate dem Hauptkonkurrenten Boca Juniors zum Meistertitel verhalf. Zum Abschluss seiner Spielerkarriere lief er 1969 in Chile für Universidad Católica und 1970 in seiner Heimat für América auf.

### Nationalmannschaft
Delém spielte für die Nationalmannschaft insgesamt sieben Mal und erzielte dabei fünf Tore. Insbesondere bei der Copa Roca 1960 sorgte er mit seinem Treffer im Hinspiel sowie den beiden Treffern im Rückspiel dafür, dass Brasilien den Titel gegen den Erzrivalen  Argentinien gewann.

### Trainer
Nach seinem Karriereende als Spieler kehrte Delém nach Argentinien zurück und arbeitete in verschiedenen Funktionen. Als Trainer war er in den 1970er Jahren bei River Plate, Huracán, Vélez Sarsfield und den Argentinos Juniors sowie 1980 bei San Lorenzo tätig. Später arbeitete er für River Plate in der Talentsuche.

## Erfolge
Nationalmannschaft
- Copa Roca: 1960

São Paulo
- Staatsmeister von Rio de Janeiro: 1958
- Sieger des Torneio Rio-São Paulo: 1958